# Булатов, Алмас Харисович
Алма́с Хари́сович Булатов (тат. Алмас Харис улы Булатов; 2 мая 1931, деревня Нижний Сухояш, Тумутукский район, Автономная Татарская ССР — 11 сентября 2012, деревня Большой Сухояш, Азнакаевский район, Республика Татарстан) — комбайнёр колхоза Тырыш Азнакаевского района Татарской АССР. Герой Социалистического Труда.

## Биография
Родился 2 мая 1931 года в деревне Нижний Сухояш Азнакаевского района Республики Татарстан, в крестьянской семье. Татарин. Трудовую деятельность начал в годы Великой Отечественной войны, помогал взрослым на колхозных полях. В 1945 году окончил семилетнюю школу в своём селе. в 1949 году – вечернюю среднюю школу, получил специальность механизатора широкого профиля. Продолжал работать на полях колхоза «Тырыш». Отслужил срочную службу и вернулся домой. Окончил Чистопольский совхоз-техникум по специальности техник-механик. С 1965 по 1979 год возглавлял звено по выращиванию сахарной свёклы, в жатву работал на уборке хлеба комбайнёром, затем руководил полеводческой бригадой.
Указом Президиума Верховного Совета СССР от 8 апреля 1971 года за выдающиеся успехи, достигнутые в развитии сельскохозяйственного производства и выполнении пятилетнего плана продажи государству продуктов земледелия и животноводства Булатову Алмасу Харисовичу присвоено звание Героя Социалистического Труда с вручением ордена Ленина и золотой медали «Серп и Молот».
В 1981 году был избран секретарём партийной организации колхоза. На этом посту он оставался до 1989 года. Затем трудился инженером по технике безопасности. С 1992 по 1999 годы заведовал колхозными мастерскими. Все годы вёл большую работу как наставник молодежи, неоднократно избирался депутатом сельсовета, был кандидатом в члены и членом обкома КПСС, участвовал в работе XVI съезда профсоюзов СССР, был народным заседателем народного суда Азнакаевского района.
Жил в селе Большой Сухояш Азнакаевского района. Умер 11 сентября 2012 года.